# François-Marie-Benjamin Richard

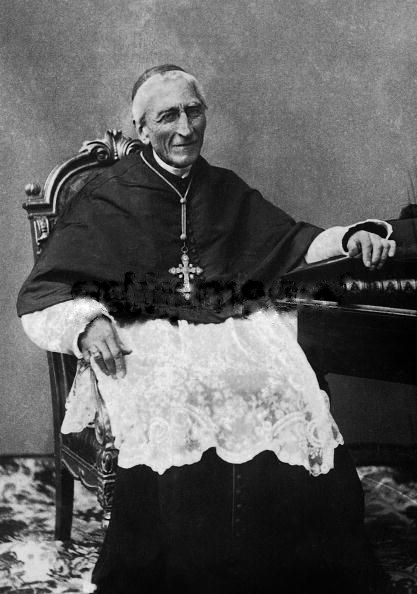
François-Marie-Benjamin Richard.

François-Marie-Benjamin Richard de la Vergne, född den 1 mars 1819 i Nantes, död den 28 januari 1908 i Paris, var en fransk kardinal.
Richard var i 20 år generalvikarie i Nantes, blev 1871 biskop av Belley och 1875 koadjutor åt ärkebiskopen av Paris, med titeln ärkebiskop av Larissa (in partibus infidelium). Som ärkebiskop av Paris efterträdde han 1886 kardinal Guibert och erhöll 1889 själv kardinalshatten. Som kyrkopolitiker var Richard genomgående synnerligen moderat och sökte förgäves främja en uppgörelse i striden mellan stat och kyrka i Frankrike. Efter den definitiva brytningen nödgades han 1907 avflytta från det av staten övertagna ärkebiskopspalatset.